# Valle del Vasto
La valle del Vasto è una valle appenninica che si estende per una lunghezza di circa 12 km, ad un'altitudine di circa 1000 metri s.l.m. sul versante nord-occidentale del Gran Sasso d'Italia, nel territorio comunale dell'Aquila., ricompresa nel parco nazionale del Gran Sasso e Monti della Laga.

## Geografia
Costituisce la fascia pedemontana del Gran Sasso d'Italia sul lato aquilano (dorsale occidentale-settentrionale) ed è collocata tra la valle dell'Aterno a sud-ovest, la valle del Vomano a nord-ovest, l'altopiano di Campo Imperatore a nord-est e la conca aquilana a sud-est,  sovrastata dal Monte Ienca, Pizzo Camarda, Cima delle Malecoste e Pizzo Cefalone ad est e Monte Stabiata ad ovest.
Dominata, a nord, dai monti Ienca e San Franco e solcata dai torrenti Raiale e Vasto, da cui prende il nome; il toponimo Vasto o Guasto — la cui origine è forse longobarda e significa “deserto” — identificava anche un centro abitato, oggi scomparso, posto al centro della vallata, è attraversata dalla strada provinciale 86 del Vasto che collega la strada statale 80 alla strada statale 17 bis, dal passo delle Capannelle fino ad Assergi (passando per il valico di Monte San Franco (1454 m)), dove è posto l'ingresso dell'autostrada A24.

## Luoghi d'interesse

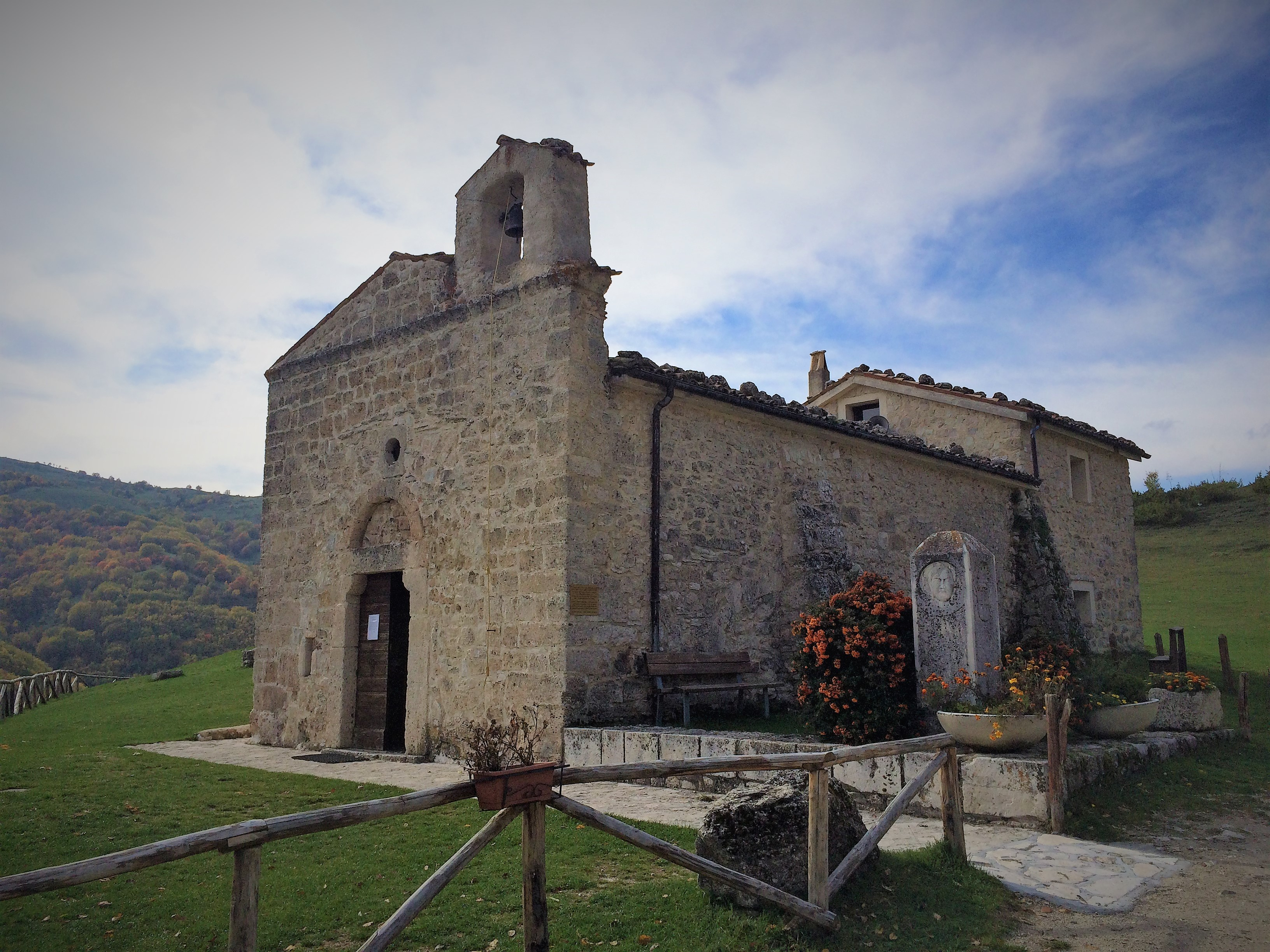
La chiesa di San Pietro della Ienca.

Da nord-ovest a sud-est si collocano:
- i ruderi di Vasto con la chiesa di Santa Maria del Vasto (1313);[1]
- San Pietro della Ienca con il santuario di papa Giovanni Paolo II (XIII secolo) e ruderi del castello;[1]
- la grotta a Male (o grotta Amare);[2][3]
- Assergi con il suo centro storico d'origine medievale racchiuso entro le mura, la chiesa di Santa Maria Assunta (XII secolo) e la sede del parco nazionale del Gran Sasso e Monti della Laga;
- i laboratori nazionali del Gran Sasso collocati al margine meridionale della valle.